# Cairnsimyia inscripta
Cairnsimyia inscripta är en tvåvingeart som först beskrevs av Walker 1865.  Cairnsimyia inscripta ingår i släktet Cairnsimyia och familjen myllflugor. Inga underarter finns listade i Catalogue of Life.